# 海因里希·馮·普勞恩

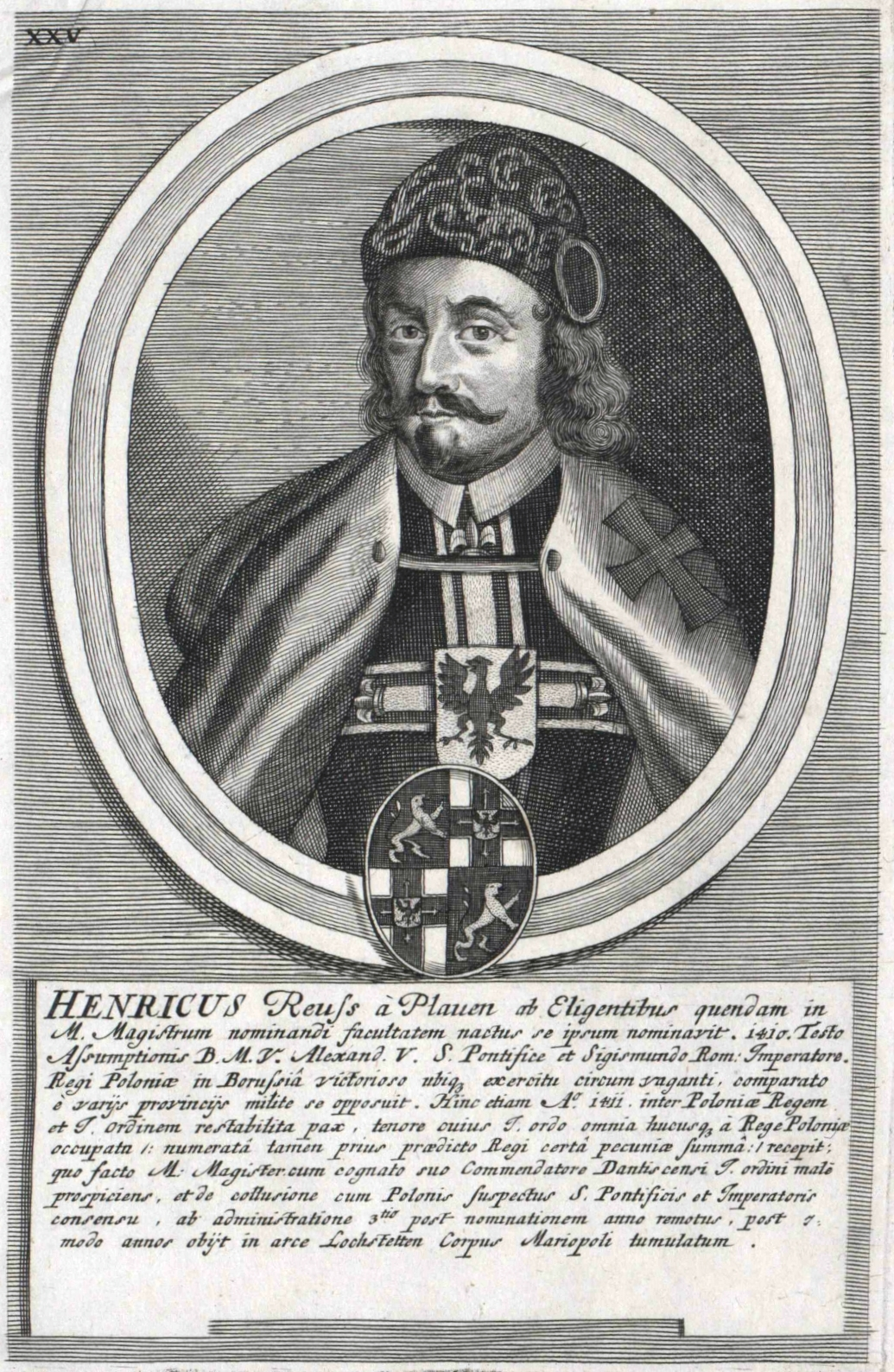
海因里希·馮·普勞恩

海因里希·馮·普勞恩（老）（德語：Heinrich von Plauen，約1370-1429年）他出身於圖林根和蘇台德邊境的沃克特蘭，是條頓騎士團的第27任大團長，從1410年11月到1413年10月任職。他堅決支持延長與波蘭的戰爭。馮·普勞恩沒有參加1410年7月15日的第一次坦能堡戰役，此役中包括前任大團長烏爾里希·馮·容金根在內的大批貴族和騎士戰死。在收到騎士團戰敗的消息後，他主動召集了一支由3,000人組成的軍隊保衛騎士團的首都馬林堡。他正確地認識到這是勝利的波蘭-立陶宛軍隊的目標。他還以大團長的身份向神聖羅馬帝國致函，要求增加軍隊和金錢。馮普勞恩准時抵達馬林堡，積極組織防守。馬林堡圍城戰於7月18日開始，一直持續到1410年9月19日。波蘭國王雅盖沃沒有預料到會有如此強大的抵抗，也沒有準備好進行長期圍攻。圍攻將雅盖沃的軍隊控制在適當的位置，幫助在普魯士的其他地區組織防禦部隊，並為從利沃尼亞騎士團和德國本土提供的救援延緩了時間。雅盖沃不得不撤退。馮·普勞恩命令他的部隊追擊撤退的波蘭軍隊，並在10月底之前重新奪回了所有堡壘（波蘭-普魯士邊界上的堡壘除外）。
因為他家族的所有男性成員都受洗為海因里希（即亨利），他有時被稱為老海因里希·馮·普勞恩，以區別於他的親戚海因里希·羅伊斯·馮·普勞恩（卒於1470年）。